# Berëzovskij rajon (Circondario autonomo degli Chanty-Mansi-Jugra)
Il Berëzovskij rajon è un rajon (distretto) del Circondario Autonomo degli Chanty-Mansi-Jugra, nella Russia siberiana.